# Cordierite
La cordierite (simbolo IMA: Crd), nota anche come dicroite o iolite, è un minerale piuttosto raro della classe dei minerali "silicati e germanati" con la composizione chimica idealizzata Mg2Al4Si5O18 e quindi chimicamente un silicato di magnesio-alluminio.
La cordierite cristallizza nel sistema cristallino ortorombico ed è strutturalmente un tectosilicato, anche se le sistematiche dei minerali secondo Strunz e secondo Dana assegna il minerale ai ciclosilicati.
La cordierite è l'analogo del magnesio della sekaninaite (Fe2Al3[AlSi5O18]) e forma con essa una serie completa di cristalli misti. Per questo motivo, per la cordierite viene spesso data la formula mista (Mg,Fe)2Al3[AlSi5O18], per cui gli elementi magnesio e ferro indicati tra parentesi tonde possono rappresentarsi a vicenda nella formula (sostituzione), ma sono sempre nella stessa proporzione con gli altri componenti del minerale.
Con una durezza Mohs compresa tra 7 e 7,5, la cordierite è uno dei minerali duri che, come il quarzo minerale di riferimento (durezza 7), è in grado di graffiare il vetro.

## Etimologia e storia
Il minerale era già noto ad Abraham Gottlob Werner (1749-1817) e gli fu dato il nome di iolite – dal greco ἴον (ione, cioè viola) e λίθος (lithos, cioè pietra), a formare così la parola "pietra viola", a causa del suo colore blu-nerastro, sfumato di viola, che ricordava a Werner una violetta.
Nel 1809, il mineralogista francese Louis Cordier (1777-1861) diede al minerale il nome di dicroite ("il bicolore"; vedi Description du dichroite, pubblicata nel 1809). Tuttavia, poiché la proprietà del minerale è in realtà pleocroismo, fu ribattezzata cordierite nel 1813 da J. A. H. Lucas in onore di Cordier.
Inoltre, i seguenti sinonimi, a volte fuorvianti, di cordierite sono in circolazione nel commercio:
La località tipo è Bodenmais o il vicino Großer Arber nella Foresta bavarese.
Poiché la cordierite era conosciuta e riconosciuta come specie minerale a sé stante molto prima della fondazione dell'Associazione Mineralogica Internazionale (IMA), questa è stata adottata dalla sua Commissione per i Nuovi Minerali, la Nomenclatura e la Classificazione (CNMNC) e si riferisce alla cordierite come un cosiddetto minerale "grandfathered" (G).

## Classificazione
Nell'obsoleta 8ª edizione della sistematica dei minerali secondo Strunz, la cordierite apparteneva alla classe dei minerali dei "silicati" e lì alla sottoclasse dei "ciclosilicati", dove insieme alla sekaninaite formava la "serie della cordierite" con il numero di sistema VIII/C.06b all'interno del "gruppo berillo-cordierite" (VIII/C.06).
Nella Sistematica dei lapis (Lapis-Systematik) di Stefan Weiß, che è stata rivista e aggiornata l'ultima volta nel 2018 ed è ancora strutturata secondo questa vecchia edizione di Strunz, al minerale è stato assegnato il sistema e il minerale nº VIII/E.12-040. In questa Sistematica ciò corrisponde anche al reparto "ciclosilicati", dove la cordierite forma un gruppo senza nome con il numero di sistema VIII/E.12 insieme a bazzite, berillo, bunnoite, ferroindialite, indialite, pezzottaite, sekaninaite e stoppaniite.
Anche la 9ª edizione della sistematica minerale di Strunz, che è stata aggiornata l'ultima volta dall'Associazione Mineralogica Internazionale (IMA) nel 2024, classifica la cordierite nel dipartimento dei "Ciclosilicati". Tuttavia, questo è ulteriormente suddiviso in base alla struttura degli anelli, in modo che il minerale possa essere trovato nella suddivisione "[Si6O18]12- anelli singoli con 6 membri (sechser-Einfachringe), senza anioni complessi isolati", dove può essere trovato solo insieme alla sekaninaite con cui forma il sistema nº 9.CJ.10.
Nella classificazione dei minerali di Dana, utilizzata principalmente nel mondo anglosassone, la cordierite ha il sistema e il numero minerale 61.02.01.01. Ciò corrisponde alla già più finemente suddivisa divisione di "ciclosilicati: anelli a sei membri", dove la cordierite si trova insieme alla sekaninaite nel "gruppo della cordierite" con il numero di sistema 61.02.01 all'interno della suddivisione di "ciclosilicati: anelli a sei membri con anelli Al-sostituiti".

## Chimica
Nella composizione ideale della cordierite (Mg2Al4Si5O18), che si ottiene solo in sintesi, il minerale è costituito da 2 parti di magnesio (Mg), 4 parti di alluminio (Al), 5 parti di silicio e 18 parti di ossigeno per unità di formula. Ciò corrisponde a una frazione di massa (percentuale in peso) dell'8,31% in peso di magnesio, del 18,45% in peso di alluminio, del 24,01% di silicio in peso e del 49,23% in peso di ossigeno o, sotto forma di ossido, del 13,78% in peso di ossido di magnesio (MgO), del 34,86% di ossido di alluminio (Al2O3) e del 51,36% di biossido di silicio (SiO2) in peso.
Nel caso delle cordieriti naturali, ci sono deviazioni dalla composizione ideale da un lato a causa della formazione di cristalli misti e dall'altro a causa di mescolanze estranee. Ad esempio, l'analisi delle cordieriti di White Well nella Contea di Upper Gascoyne dell'Australia occidentale ha prodotto una composizione media del 12,8% in peso di ossido di magnesio, del 33,5% in peso di Al2O3 in peso, del 50,2% di SiO2 in peso e ulteriori bassi livelli di ossido ferroso (FeO) allo 0,84% e allo 0,14% in peso rispettivamente di ossido ferroso di ossido ferrico (Fe2O3), allo 0,26% di ossido di sodio (Na2O) in peso, 0,23% in peso di ossido di calcio (CaO), 0,14% in peso di ossido di potassio (K2O), tracce di manganese e ossido di titanio e un totale di acqua per l'1,81% in peso. Le scoperte di cordierite dal deposito di cianite "Smith Ridge" a Boehls Butte nella contea di Clearwater (Idaho, Stati Uniti) avevano una composizione simile.

## Abito cristallino
La cordierite cristallizza nel sistema ortorombico nel gruppo spaziale Cccm (gruppo nº 66) con i parametri reticolari a = 17,09 Å, b = 9,73 Å e c = 9,36 Å oltre a 4 unità di formula per cella unitaria.
La struttura cristallina della cordierite è simile a quella del berillo silicato a 6 anelli (sistema esagonale Al2Be3[Si6O18]). Le prime determinazioni strutturali hanno mostrato che negli anelli [Si6O18]12−-6 della cordierite, un Si4+ è sostituito da uno ione Al3+. Da qui la corrispondente parte della formula [AlSi5O18]13− per l'elemento costitutivo del silicato. Questi anelli di 6 sono collegati tra loro da un'altra posizione cationica circondata da 4 ossigeni e da una posizione ottaedrica circondata da 6 ossigeni. Nella cordierite, l'alluminio Al3+ si trova nella posizione tetraedrica di collegamento dell'anello e il magnesio Mg2+ nelle posizioni dell'ottaedro. Questa analogia con la struttura del berillo e l'assegnazione dell'intero silicio alle posizioni dell'anello 6-tetraedrico ha portato alla classificazione della cordierite come ciclosilicato.
Indagini successive sulla distribuzione di alluminio e silicio hanno mostrato che tutte le posizioni tetraedriche devono essere prese in considerazione per la descrizione della distribuzione Si-Al e che il silicio è incorporato anche nella posizione tetraedrica dell'alluminio che collega l'anello. A temperature superiori a 830 °C, il silicio e l'alluminio sono distribuiti uniformemente su tutte le posizioni tetraedriche (modificazione ad alta temperatura - indialite). Anche nella cordierite di modificazione a bassa temperatura idealmente ordinata, 1/3 del tetraedro che collega l'anello è ricoperto di silicio. Per la cordierite e l'indianite, ciò si traduce in una struttura tipo alluminosilicata costituita da catene di 4 anelli in direzione {\displaystyle c}, che sono collegati lateralmente per formare anelli di 6. Strutturalmente, la cordierite è un tectosilicato con la formula strutturale idealizzata Mg2[Si5Al4].
La sostituzione di silicio con alluminio e la sua distribuzione ordinata porta a una distorsione del reticolo cristallino e quindi a una riduzione della simmetria. La cordierite è quindi ortorombica, ma simile all'aragonite con habitus pseudoesagonale dovuto alla formazione di geminati.

## Proprietà
La cordierite è altamente pleocroica, il che significa che il colore del cristallo, visibile a occhio nudo, cambia a seconda della quantità di luce. Poiché la cordierite è birifrangente, compaiono tre diversi colori, vale a dire giallo chiaro, viola fino al blu e azzurro. In sezione sottile, il minerale è solitamente incolore, la sua luce e birifrangenza sono basse e molto simili ai valori del quarzo, dalla quale è quindi talvolta difficile distinguere. Tuttavia, la cordierite è molto più facilmente attaccata dagli agenti atmosferici o dall'alterazione rispetto al quarzo, per cui si trasforma in una miscela di diversi fillosilicati chiamata pinite. Inoltre, si vedono spesso triplette con simmetria apparentemente esagonale in sezione trasversale.

## Modificazioni e varietà
Il composto Mg2Al3[AlSi5O18] è dimorfico e si trova in aggiunta alla cordierite cristallizzante ortorombica e all'indianite di modificazione ad alta temperatura cristallizzante esagonale. A causa della regolazione dell'equilibrio fortemente inibita dei disturbi nel reticolo cristallino, tutte le transizioni tra indialite e cordierite possono essere trovate in natura.
La cerasite è una varietà di cordierite il cui habitus è simile a quello degli smeraldi di tipo trapiche. Le cerasiti sono di solito convertite anche in muscovite o sericite o pinite.
La varietà di pietra solare iolite è una cordierite rossastra dovuta all'incorporazione di scaglie di ematite o goethite.
La varietà ricca di ferro steinheilite ha preso il nome dal chimico Johan Gadolin, che ha chiamato il minerale in onore del suo scopritore Fabian von Steinheil.

## Origine e giacitura
La cordierite è un componente tipico di rocce originate dal metamorfismo regionale e di contatto da protoliti argillosi e pelitici.
La cordierite è un minerale anche tipico delle peliti metamorfiche da contatto, gneiss e micascisti che si formano a pressioni inferiori a 5 kbar e temperature da 550 °C a oltre 800 °C. I minerali di accompagnamento includono andalusite, biotite, granato, corindone, muscovite, sillimanite e spinello.
All'aumentare della temperatura, inizia la formazione di cordierite con la reazione da clorite + muscovite a cordierite + biotite + andalusite o sillimanite + acqua. Ad alte temperature, la cordierite si forma attraverso la reazione di biotite + sillimanite a granato + cordierite + acqua. La cordierite è ancora stabile (migmatiti) all'inizio della fusione delle rocce e si forma anche magmaticamente durante la cristallizzazione dei fusi granitici e nelle pegmatiti.
Oltre alle metapeliti e alle rocce granitiche, la cordierite si trova anche nelle rocce ultramafiche metamorfiche, gli gneiss cordierite-antofilliti. Per la maggior parte di queste rocce, si ipotizza un processo di formazione a 2 stadi. Le rocce madri sono vulcaniti di zone di diffusione continentale o oceanica, per lo più basalti del fondo oceanico. Questi vengono prima lisciviati da soluzioni idrotermali, in particolare l'acqua di mare, che viene riscaldata lungo le zone di diffusione medio-oceanica e si diffonde attraverso le rocce del fondo oceanico. Questo processo comune di metamorfismo del fondo oceanico rimuove calcio, potassio e ferro dai basalti. Se le rocce ricche di sericite e clorite rimanenti vengono successivamente modificate metamorficamente a livello regionale, gli ortoanfiboli cummingtonite, antofillite e gedrite si formano al posto dei clinoanfiboli (actinolite, orneblenda) a causa della mancanza di calcio. A causa del basso contenuto di potassio, i minerali che spostano la cordierite biotite, muscovite o feldspato di potassio non possono formarsi e la cordierite è stabile in un intervallo di temperatura molto più ampio rispetto alle metameleti.
Con l'aumentare delle temperature, la cordierite si forma a partire da 400 °C a 1-3 kbar quando viene estratta la clorite:
- andalusite + clorite = cordierite + staurolite + H2O
- staurolite + clorite = cordierite + granato + H2O
- granato + clorite = cordierite + cummingtonite/gedrite (gedrite a ca. 450°C)

La formazione di cordierite è limitata alle pressioni al di sotto di 5 kbar. Con l'aumentare delle pressioni, la cordierite degrada in:(28)
- 1–2 kbar: cordierite + granato + cummingtonite = gedrite/ortoanfibolo
- 2–4 kbar: cordierite + cummingtonite = clorite + gedrite/ortoanfibolo
- 3-5 kbar: cordierite + granato = sillimanite + gedrite/ortoamphibolo

Essendo una formazione minerale piuttosto rara, la cordierite può essere abbondante in vari siti, ma nel complesso non è molto comune. In tutto il mondo (a partire dal 2014) sono noti poco più di 900 siti per la cordierite. Oltre alla sua località tipo Großer Arber nella Foresta bavarese e in altri luoghi dell'Alto Palatinato in Baviera, il minerale è stato trovato in Germania, tra gli altri luoghi, in diversi luoghi della Foresta Nera, come nella cava di Clara vicino a Oberwolfach e in una cava di porfido vicino a Detzeln nel Baden-Württemberg, sul Blaue Kuppe nel bacino di Eschweg, sul Vogelsberg, sull'Otzberg nell'Odenwald e nell'ex Marmoritwerk vicino a Hochstädten in Assia, in alcune località nelle vicinanze di Bad Harzburg in Bassa Sassonia, in molte località del Siebengebirge della Renania Settentrionale-Vestfalia vicino a Bad Godesberg e Königswinter, in numerose località dell'Eifel come Andernach e Mendig in Renania-Palatinato, sullo Schaumberg (vicino a Theley) nel Saarland, in diverse cave nei pressi di Chemnitz in Sassonia, vicino a Eckernförde nello Schleswig-Holstein e sul Dolmar vicino a Meiningen in Turingia.
Tra le altre cose, il giacimento di Näverberg a circa 4 km a ovest della miniera di Falun nella provincia svedese di Dalarnas, dove sono venuti alla luce cristalli trasparenti lunghi fino a 20 cm, è noto per gli straordinari ritrovamenti di cordierite. Tuttavia, i cristalli più grandi conosciuti fino ad oggi, lunghi fino a 50 cm, sono stati trovati a La Fuenfria nella Sierra de Guadarrama spagnola, e cristalli circa la metà sono noti a Cerro San Pedro vicino al comune spagnolo di Guadalix de la Sierra.
In Austria, il minerale è stato trovato in una cava di basalto sul Pauliberg nel Burgenland, in alcuni siti in Carinzia, vicino a Hessendorf (comune di Dunkelsteinerwald) e in diversi luoghi nel Waldviertel nella Bassa Austria, sullo Stradner Kogel e in una cava di basalto vicino a Klöch in Stiria, vicino a Kleinstroheim e nella foresta di Kürnberger, nonché in diversi luoghi del Mühlviertel in Alta Austria e presso la Schattenspitze nell'Ochsental (Silvretta) nel Vorarlberg.
In Svizzera, la cordierite è stata finora trovata solo in poche località della Bregaglia (Val Bregaglia) e della Val Rebolgin vicino a Lostallo nel Canton Grigioni, nonché nei pressi di Brissago (Canton Ticino) in Val Crodolo, vicino a Miregn (comune di Biasca) e sull'Alpe Sponda nel comune di Chironico nel Canton Ticino.
Molti altri siti sono sparsi in tutto il mondo.

## Utilizzi

### Tecnica ceramica
Come materia prima per la tecnica ceramica, la cordierite viene prodotta principalmente sinteticamente. La schiuma di cordierite è una ceramica refrattaria a bassa conduzione e dilatazione del calore. Viene utilizzato quando è richiesto l'isolamento ad alta temperatura per frequenti e grandi fluttuazioni di temperatura (scudi termici, isolamento di forni, convertitori catalitici di scarico, filtri antiparticolato diesel, pietre per pizza).

### Gioielleria

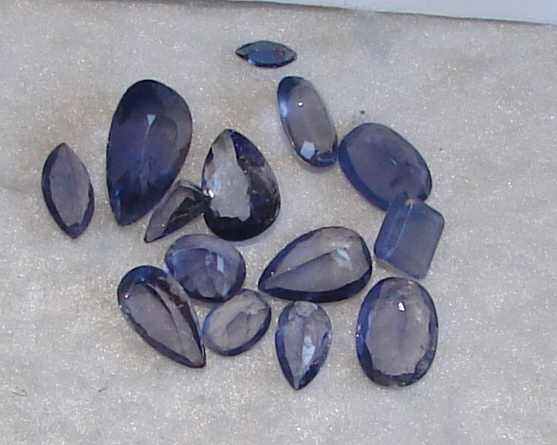
Cordierite in vari tagli di pietre preziose

I minerali trasparenti, da chiari a blu scuro, sono venduti come pietre preziose con il nome di "zaffiro di lince" o "zaffiro d'acqua".
La cordierite non alterata può essere blu-viola, grigio-blu, grigio-fumo o giallastra.
Quando è alterata è in genere grigio verdastra. Dato che il minerale cristallizza nel sistema ortorombico, in effetti è tricroico. La cordierite ha bassa birifrangenza, con segno solitamente (-) ma in alcuni casi (+) e indici di rifrazione che aumentano proporzionalmente all'incremento della concentrazione di ferro. La sua debole lucentezza vitrea si lascia migliorare dal taglio e dalla politura. I valori delle costanti ottiche variano al variare della composizione chimica, che spesso vede il ferro al posto del magnesio. In gioielleria si utilizzano pietre trasparenti blu con sfumatura viola. Il taglio viene eseguito in modo tale che sia sfruttata la tonalità blu evidenziata dal pleocroismo. Una particolare tonalità rossastra è dovuta a minute inclusioni cristalline di ematite. Le cordieriti più belle e più adatte al taglio vengono estratte in Madagascar. Ciottoli trasparenti, anticamente denominati 'zaffiri d'acqua', provengono da Sri Lanka.
Cristalli di cordierite particolarmente trasparenti o di colorazione intensa possono essere tagliati ed usati come pietre preziose, tali gemme prendono solitamente il nome di Iolite.

### Pietra del sole
Nelle leggende medievali è riportata una "pietra del sole" che sembra permettesse ai Vichinghi di orientarsi rispetto alla posizione del sole anche con la nebbia o il cielo coperto durante i loro lunghi viaggi in mare. Un archeologo danese, Thorkild Ramskou, ipotizzò nel 1967 che poteva trattarsi di cristalli dotati di pleocroismo, in grado di evidenziare la polarizzazione della luce solare che avviene nell'atmosfera, invisibile a occhio nudo. Secondo tale ipotesi, potrebbe trattarsi appunto di cordierite, abbastanza comune sotto forma di ciottolo sulle coste norvegesi.
La luce diurna mostra un caratteristico modello di polarizzazione attraverso la diffusione di Rayleigh, che è tipicamente allineata con la posizione del sole. La cordierite potrebbe essere servita come filtro polarizzatore per rilevare questo orientamento.

## Origine e giacitura
In natura, la cordierite sviluppa raramente cristalli prismatici ben formati, da corti a lunghi. Di solito si trova sotto forma di aggregati granulari o massicci. Tuttavia, sono già stati trovati cristalli lunghi fino a mezzo metro. Le superfici cristalline non danneggiate hanno una brillantezza simile al vetro, mentre le superfici di frattura tendono ad avere una lucentezza grassa.
Il colore predominante della cordierite va dal blu intenso al blu-viola, ma raramente si presenta anche in colore verdastro, bruno-giallastro, grigio o azzurro. Sono note anche cordieriti incolori.